# 乙酸三环癸烯酯
乙酸三环癸烯酯，分子式C12H16O2。

## 性质
无色透明液体，具有强烈且持久的木香花香气。

## 制备
1、由双环戊二烯与冰醋酸在高氯酸（或三氟化硼乙醚）存在下反应得到。反应后，经过中和、水洗和减压分馏等精制过程而得到成品。
2、双环戊二烯与稀硫酸作用而羟基化，再用乙酐处理，得到乙酸三环癸烯酯。

## 用途
用作化妆品香精、肥皂加香剂。